# Костел Святого Миколая та Анни (Бібрка)
Костел Святих Миколая та Анни — оборонна культова споруда в місті Бібрка Перемишлянськогго району Львівської області, збудована у XVII ст. на місці попереднього храму XIV ст. Занесений до Реєстру пам'яток України національного значення за № 461/0.

## Історія

### Парафія

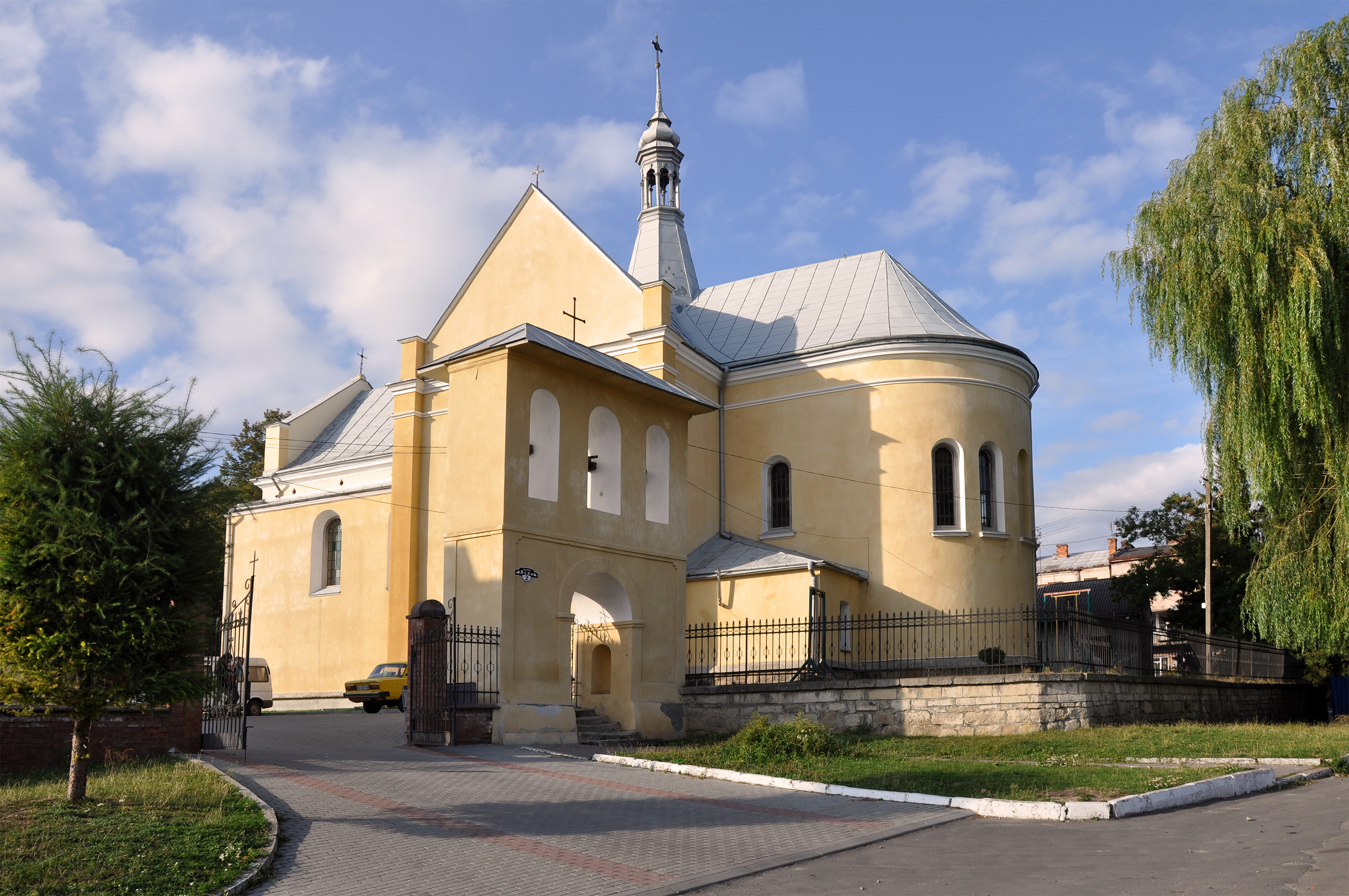

Бібрка належала до королівщини і в 1433, 1469 роках отримувала королівські привілеї про надання магдебурзького права. За легендою римо-католицьку парафію у Бібрці заклав 1402 року шляхтич Завіша Чорний, а перша документальна згадка про неї походить з 1469 року, коли король Казимир IV Ягеллончик надав парафіяльному костелу два лани землі, город, ґрунт для будівництва будинку. На кінець XVI парафія виступає вже як препозитура, до якої відносилось до 30 поселень. У 1628 році пробощ Яків Розбицький, що був мансионарієм львівської катедри, інкорпорував препозитуру в Бібрці до колегіуму мансионаріїв. Архієпископ львівський Ян Скарбек у 1722 році подавав, що патронат виконують самі мансионарії і один з семи перебуває тут. Парафія відносилась до Рогатинського деканату, а з 1787 — до Свірзького.
На 1600 рік при парафії існував шпиталь, діяло декілька братств. Відомості з історії парафії костелу є доволі скупими, оскільки його архів згорів разом з будівлею староства у Бібрці в час російської окупації 1914 року.

### Костел
Костел був закладений на невеликому піднесенні на схід від ринкової площі Бібрки. Мурований костел отримав квадратну наву (12,5×12,5 м) з доволі вузькою напівкруглою апсидою. У наві було 4 доволі високо розміщених вікна, в апсиді п'ять. Вздовж бічних стін нави йшли балкони, що дозволяло використовувати вікна для оборони. Понад склепінням йшов бойовий ярус з 4 чотирма бійницями по фасаду і у бічних стінах. Нава по фасаду і від апсиди завершувалася двома високими трикутними фронтонами, у яких були додаткові бійниці поверх бійниць бойового ярусу і мурована сигнатурками, що могла використовуватись як спостережний пункт чи для обстрілу нападників. Склепіння апсиди було нижчим з 9 бійницями бойового ярусу над ним. У південно-західному наріжнику нави у товщі стіни йшли сходи до бойового ярусу.
У 1600 році архієпископ Ян Димітр Соліковський згадував дерев'яний парафіяльний костел. Враховуючи те, що у 1498, 1518, 1539 роках міщани звільнялись на декілька років від сплати податків через знищення міста, це не була перша будівля костелу. Місто вкотре знищили 1623 року татари, спаливши костел разом з містом. Тоді в ясир потрапили два вікарії — Григорій Вишневецький і Шимон з Жовтанців. Костел був пошкоджений 1649 року козаками, але невідомо чи це була мурована будівля. У візитації архієпископа Яна Скарбека 1722 вперше описано оборонний костел з п'ятьма вівтарями, що мав ще сліди турецьких пошкоджень. У головному вівтарі знаходився образ Матері Божої у срібних шатах з цінними вотами, який вважали чудотворним. На 1741 костельний цвинтар оточував знищений паркан з дерев'яної дзвіницею-брамою з 2 дзвонами. На межі XVIII—XIX ст. за рахунок держави костел покрили дахівкою, побілили. На 1819 відзначали поганий стан головного вівтаря, проповідниці.
У 1904 році вирішили розширити костел, для чого його оглянули представники «Грона консерваторів Східної Галичини». На засіданні фахівці не зійшлись на методах розширення костелу. Було доручено архітектору Теодорові Тальовському розробити проект перебудови, який не зберігся. Розпочату 1914 року перебудову призупинила Перша світова війна. У 1921 новий проект розробив Францішек Гурський, за яким на місці зруйнованої апсиди вимурували трансепт, чия ширина відповідає ширині нави поміж аркадами, велику напівкруглу апсиду. Торцеві стіни трансепту отримали великі вікна, високі трикутні фронтони. Внаслідок перебудови довжина храму збільшилась майже вдвоє. Над середхрестям появився доволі високий шпиль, причому дах над новою апсидою, трансептом майже на 2 м вищий за дах понад нефом. 8 жовтня 1922 року костел консекрував єпископ Болеслав Твардовський.
При наступі більшовиків в час війни 1920 було знято середній дзвін, але було завішено малий дзвін невідомого походження. кинутий тоді ж більшовиками. До 1 червня 1946 усе рухоме майно було вивезено з костелу до ПНР. Костел був закритий 1962 і перетворений на спортивний зал школи. Після пожежі 1984 будівля була відновлена і передана 1989 РКЦ. 23 грудня 1989 костел наново освятили, як святих Миколая і Анни, після чого розпочали ремонт будівлі, де помістили три вівтарі з костелу в Таданях. Опікуються костелом ченці салезіани.